# Lacombe, Lucien
Lacombe, Lucien ist ein Spielfilm des französischen Regisseurs Louis Malle aus dem Jahr 1974. Das Drama basiert auf einem Originaldrehbuch von Malle und dem Schriftsteller Patrick Modiano und erzählt von einem Bauernjungen (dargestellt von dem Laiendarsteller Pierre Blaise), der im Zweiten Weltkrieg in einer französischen Provinzstadt als Gestapo-Helfer rekrutiert wird und dort Zugang zu einer sich versteckt haltenden jüdischen Familie sucht.

## Handlung
Juni 1944, in einer Präfektur im Südwesten Frankreichs. Der etwa siebzehnjährige Bauernsohn Lucien Lacombe verdient sich seinen Lebensunterhalt zur Zeit der deutschen Besetzung mit Putzarbeiten in einem Altersheim. Als er Urlaub erhält, kehrt er auf den heimischen Bauernhof zurück. Während sich Luciens Vater als Kriegsgefangener in Deutschland befindet, hat sich seine Mutter einen Liebhaber genommen, mit dem sie den Hof bewirtschaftet. Der zu Hause nur noch geduldete Lucien verbringt seine Freizeit mit dem Wildern von Kaninchen, die er mit dem Gewehr seines Vaters erlegt. Sein Gesuch beim örtlichen Lehrer Peyssac, der Résistance beizutreten, wird abgewiesen – er sei noch zu jung, gebraucht würden nur zuverlässige Leute, wie beim Militär.
Durch Zufall kommt Lucien eines Abends in der Stadt am Hôtel des Grottes vorbei, das als Hauptquartier der Kollaborateure (Gestapo française, Carlingue) dient. Hier trifft er u. a. auf den früheren Radrennchampion Aubert, den Polizeichef Tonin, den Schwarzen Hippolyte, den abgebrannten Adligen Jean-Bernard und dessen Geliebte, die Schauspielerin Betty
Beaulieu. Alle haben sich mit der Gestapo arrangiert. Unter Einwirkung von Alkohol verrät der naive Lucien den Lehrer und beginnt für die deutsche Geheimpolizei zu arbeiten. Unter anderem schläft er mit der sehr viel älteren Angestellten Marie und nimmt an verbrecherischen Überfällen auf Résistance-Mitglieder und Kämpfen gegen die „Partisanen“ teil.
Durch Jean-Bernard lernt Lucien den aus Paris stammenden weltgewandten jüdischen Schneider Albert Horn kennen, der mit seiner Tochter France und der alten Großmutter Bella in der Provinz untergetaucht ist. Der Junge verliebt sich in die attraktive France und nutzt seine Machtposition aus, indem er von nun an regelmäßig die Familie Horn in ihrer Wohnung besucht. Vater und Großmutter dulden den Eindringling gezwungenermaßen, während sich France an Lucien interessiert zeigt. Er nimmt sie eines Abends mit auf eine Party ins Hôtel des Grottes, wo sie von der eifersüchtigen Marie antisemitisch beschimpft wird. Daraufhin bricht France zusammen und lässt sich von Lucien verführen.
Nach und nach wird die Zahl der Gestapo-Mitglieder dezimiert – Tonin wird bei Kämpfen schwer verletzt, Jean-Bernard und Betty werden bei ihrer Abreise in einen Hinterhalt gelockt und erschossen. Luciens Mutter kommt in die Stadt, um ihren Sohn zur Flucht zu überreden, nachdem sie anonyme Drohungen erhalten hat; doch er bleibt. Horn denunziert seine Tochter vor Lucien als „Hure“. Nachdem er die Hoffnung auf eine Flucht nach Spanien aufgegeben hat, sucht er Lucien im Hôtel des Grottes auf, wo er als Jude erkannt und deportiert wird.
Nach einem Überfall auf die Gestapo-Zentrale, bei dem bis auf Lucien alle aus der Gruppe der Kollaborateure ums Leben kommen, sollen France und ihre Großmutter verhaftet werden. Lucien begleitet einen SS-Mann zur Wohnung der Horns, erschießt diesen jedoch kurz vor der Abfahrt und flüchtet mit France und deren Großmutter aufs Land in ein verlassenes Bauernhaus. In dieser Idylle versorgt Lucien die beiden Frauen mit der Jagd und dem Stellen von Fallen. France ist kurz davor, einen Stein auf den Kopf des schlafenden Jungen fallen zu lassen, verwirft diesen Gedanken aber wieder. Während sie sich nackt in einem Bach wäscht und Lucien ihr dabei zuschaut, verkündet ein in das Bild eingefügter Text: ‹Lucien Lacombe wurde am 12. Oktober 1944 festgenommen. Er wurde von einem Militärgericht der Résistance zum Tode verurteilt und exekutiert.›

## Entstehungsgeschichte

### Idee und Drehbuch
Nach den Dreharbeiten zu Herzflimmern (1971) hatte Louis Malle mit dem Gedanken gespielt, einen Film über einen aktuellen Skandal in Mexiko zu drehen, bei dem die Polizei kleinkriminelle Jugendliche aus den Slums zu Hilfspolizisten ausbildete, um Studentendemonstrationen zu infiltrieren. Er war aber von seinem spanisch-mexikanischen Regiekollegen Luis Buñuel auf die Unmöglichkeit dieses Projektes hingewiesen worden. Auch von einem Projekt über den Vietnamkrieg nahm Malle Abstand. Stattdessen beschäftigte er sich mit persönlichen Erinnerungen an den Zweiten Weltkrieg und entschloss sich dazu, sich dem Thema Kollaboration in französischen Kleinstädten zu widmen. Dieser Aspekt war aus filmischer Sicht laut Malle bis dahin nur von Marcel Ophüls’ Dokumentarfilm Das Haus nebenan – Chronik einer französischen Stadt im Kriege (1969) aufgearbeitet worden, den Malle mit seinem Bruder Vincent in Paris verliehen hatte.

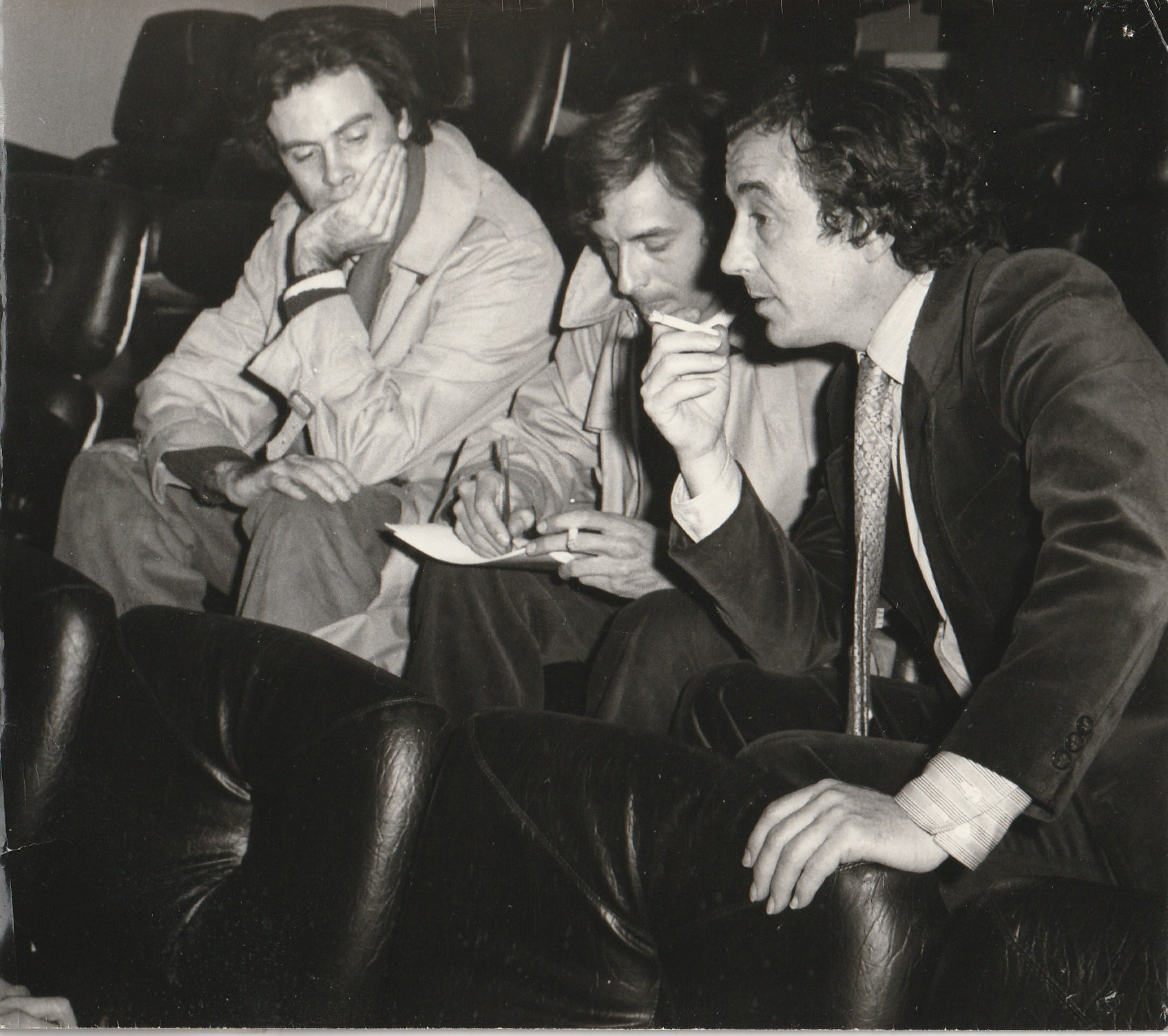
Modiano, Journalist Robert Belleret, Malle (v.l.) zum Zeitpunkt des Kinostarts von Lacombe Lucien

Für seine mehrere Monate andauernden Recherchen bezog Malle Gespräche mit überlebenden Kollaborateuren, ehemaligen Résistance-Mitgliedern und Historikern mit ein, darunter Pierre Laborie, der zu dieser Zeit an der Universität Toulouse seine Dissertation vorbereitete. Laborie gab Malle Informationen über die Zustände im Département Lot während des Zweiten Weltkriegs. Das Drehbuch gedieh bis zur Grundkonstellation – ein Bauernbursche, der in die Stadt kommt und für die Gestapo zu arbeiten beginnt. Erst durch eine zufällige Begebenheit in der Kleinstadt Figeac, als Malle jemandem beim Üben einer melancholischen Beethoven-Sonate am Klavier hörte, soll er eigenen Angaben zufolge zur Figur der jüdischen Tochter France inspiriert worden sein. Danach arbeitete Malle mit Patrick Modiano zusammen. Der junge Schriftsteller hatte sich in seinen bisherigen Romanen La Place de l'Étoile (1968), La Ronde de nuit (1969) und Les Boulevards de ceinture (1972) erfolgreich der Besatzungszeit als Thema angenommen. Modiano habe von Malle eine achtseitige Synopse erhalten, die bereits die Figur des Lucien und die jüdische Familie enthielt, die darin noch über drei Töchter verfügte. Er beschrieb die Titelfigur anfangs als etwas zu brutal, während die Figur des Albert Horn noch ein einfacher Schneider war. Modiano kürzte schließlich das Personal der jüdischen Familie auf Vater, Tochter und eine Großmutter, um sich besser auf die Liebesgeschichte konzentrieren zu können. Laut Modiano waren jüdische Nebenfiguren in französischen Filmen über die Besatzung zum damaligen Zeitpunkt eher selten gewesen.

### Besetzung
Louis Malle legte sich von Beginn an darauf fest, die Titelrolle mit einem Laiendarsteller zu besetzen, einem echten Bauernjungen, der bisher kaum mit dem städtischen Leben in Kontakt gekommen sein sollte. Dafür wurden Anzeigen in regionalen Zeitungen wie La Dépêche du Midi aufgegeben, worauf etwa 1000 Zuschriften folgten. Nach Probeaufnahmen mit einigen Kandidaten entschied sich Malle für den jungen Pierre Blaise, dem die Rolle praktisch auf den Leib geschrieben war, so Modiano. Auch die Figur des jüdischen Mädchens France wurde mit einer jungen Laiendarstellerin besetzt, Aurore Clément. In den übrigen Nebenrollen agierten der schwedische Theater- und Filmschauspieler Holger Löwenadler als Schneider Albert Horn und Therese Giehse als Großmutter. Die deutsche Theaterschauspielerin war zu diesem Zeitpunkt in Frankreich noch völlig unbekannt.

## Kritiken
Edgar Wettstein (film-dienst) pries in seiner zeitgenössischen Kritik Louis Malle für die sensibel gestaltete Titelfigur sowie die Rollen der verfolgten Juden, deren Reaktionen individuell nuanciert seien. Der Film strahle eine „ungewöhnliche Reife“ dadurch aus, dass er als Porträt und als Zeitbild vieles „offen“ lasse. Auch lobte Wettstein die erstaunliche Präsenz von Laiendarsteller Pierre Blaise.
Karl Korn (Frankfurter Allgemeine Zeitung) sprach von einem „kühnen Versuch“ französischer Vergangenheitsbewältigung, ohne das Vordrängen von „moralisierende(r) Entrüstung“. „Die Schönheit des Films macht das Schreckliche schmerzlich fühlbar. Wer dem Film das Eigenrecht der Sprache der Kunst einräumt, wird dem Werk politisch-moralische Qualität nicht nur nicht absprechen, sondern es um so höher bewerten, als es im Sinne Flauberts Schönheit als des Schrecklichen Anfang begreift.“, so Korn.

## Auszeichnungen
Lacombe, Lucien wurde vor allem im englischsprachigen Ausland mit mehreren Filmpreisen ausgezeichnet und für weitere nominiert. Bei der Verleihung der US-amerikanischen National Board of Review Awards Ende Dezember 1974 wurde Holger Löwenadler für seine Darstellung des Albert Horn als Bester Nebendarsteller ausgezeichnet, der Film gemeinsam mit Amarcord (Bester fremdsprachiger Film), Der Fußgänger, Das Gespenst der Freiheit und Szenen einer Ehe unter die besten ausländischen Filme gewählt. 1975 folgten Nominierungen für den Golden Globe Award und den Oscar jeweils in der Kategorie Bester fremdsprachiger Film, während Löwenadler den Nebendarsteller-Preis der amerikanischen National Society of Film Critics zugesprochen bekam. Im selben Jahr wurde Lacombe, Lucien mit dem Prix Méliès der Association Française de la Critique de Cinéma als bester Film ausgezeichnet, während im Rahmen der britischen Society of Film and Television Arts Awards drei Nominierungen für den Stella Award (Bester Film, Beste Regie, Bestes Drehbuch) folgten. Malles Regiearbeit gewann den britischen Filmpreis in der Kategorie Bester Film und wurde außerdem mit dem United Nations Award, einem Sonderpreis der Vereinten Nationen, honoriert.